# Piercia lichenaria
Piercia lichenaria är en fjärilsart som beskrevs av Fletcher 1958. Piercia lichenaria ingår i släktet Piercia och familjen mätare. Inga underarter finns listade i Catalogue of Life.